# Анучин, Дмитрий Гаврилович
Дми́трий Гаври́лович Ану́чин (1833—1900) — сенатор, генерал от инфантерии, Восточно-Сибирский генерал-губернатор, военный писатель.

## Биография
Происходил из дворян Тамбовской губернии. Получил образование в Павловском кадетском корпусе.
7 августа 1851 года получил чин прапорщика лейб-гвардии Егерского полка.
По окончании Императорской военной академии (1855), был назначен в отдельный Кавказский корпус; переведён в 1857 году в Генеральный штаб, а в 1860 году был назначен правителем канцелярии департамента генерального штаба и с тех пор занимал исключительно военно-административные должности.
В 1862 году получил чин полковника.
В 1863 году он был назначен в распоряжение помощника главнокомандующего войсками в Царстве Польском, генерал-адъютанта графа Фёдора Фёдоровича Берга.
За победу над польскими мятежниками при Оссове 17 апреля 1863 года был награждён золотой саблей с надписью «За храбрость». Затем Дмитрий Гаврилович Анучин состоял для особых поручений при главнокомандующем войсками Варшавского военного округа.
10 июня 1867 года на основании манифеста произведён в генерал-майоры (старшинство с 30 августа 1869 года) и в тот же день был назначен Радомским гражданским губернатором, каковой пост занимал до 7 декабря 1879 года.
В 1877 году Анучин был командирован в распоряжение главнокомандующего действующей армией в Европейской Турции, где сначала находился при Иосифе Владимировиче Гурко, после того состоял в должности помощника заведующего, а затем и заведующим гражданскими делами.
13 октября 1877 года получил чин генерал-лейтенанта.
В составе русской дипломатической делегации принимал участие в берлинском конгрессе, созванном для пересмотра условий Сан-Стефанского мирного договора 1878 года, завершившего русско-турецкую войну 1877—1878 годов.
В 1879 году Дмитрий Гаврилович Анучин был назначен генерал-губернатором Восточной Сибири и командующим войсками Восточно-Сибирского военного округа.
26 октября 1883 года при посещении иркутской тюрьмы получил пощёчину от заключённого народовольца Константина Неустроева За это преступление Неустроев был осуждён 5 ноября 1883 года Иркутским военно-полевым судом и приговорён к смертной казни; 9 ноября 1883 года был казнён в Иркутской тюрьме.

«Здешнее общественное мнение было сильно возбуждено против генерала Анучина» — телеграфировал 19 ноября в Департамент полиции начальник Иркутского жандармского управления.

«Анучину просто нельзя было проехать по городу — ему кричали: „Убийца!“. Ворота его несколько раз были вымазаны кровью.» — сообщалось в газете «Народная воля».

Иркутская газета «Сибирь» 13 ноября 1883 года напечатала в отделе хроники, что 9 ноября (в день казни Неустроева) совершено возмутительное убийство невинного человека.
Анучин был вынужден уйти в отставку.
В 1885 году он назначен сенатором во 2-й департамент и зачислен по Забайкальскому казачьему войску, в 1891 году произведен в генералы от инфантерии, а в следующем году перемещён в 1-й департамент Сената. С 1894 года Анучин состоял первоприсутствующим в департаменте герольдии.
Умер в Санкт-Петербурге 17 января 1900 года, похоронен на кладбище Новодевичьего монастыря.

## Военные чины
- Прапорщик (07.08.1851)[1]
- Подпоручик (11.04.1854)
- Поручик (06.12.1854)
- Штабс-капитан (09.05.1855)
- Капитан (22.05.1856)
- Подполковник (30.08.1858)
- Полковник (30.08.1862)
- Генерал-майор (30.08.1869)
- Генерал-лейтенант (13.10.1877)
- Генерал от инфантерии (30.08.1891)

## Награды
- Орден Святой Анны 3 степени (1858)[1]
- Орден Святого Станислава 2 ст. (1860)
- Золотая сабля «За храбрость» (1863)
- Орден Святого Владимира 4 ст. (1864)
- Орден Святой Анны 2 ст. с императорской короной (1864)
- Орден Святого Владимира 3 ст. (1866)
- Орден Святого Станислава 1 ст. (1871)
- Орден Святой Анны 1 ст. (1873)
- Орден Святого Владимира 2 ст. (1876)
- Орден Белого Орла (1881)
- Орден Святого Александра Невского (1884)
- Алмазные знаки к Ордену Святого Александра Невского (1896)

иностранные:
- Румынский Железный Крест (1878)

## Статьи Дмитрия Гавриловича Анучина
Учёно-литературные статьи Дмитрия Гавриловича Анучина (по истории Кавказа и пугачевщины, статистические и военные) печатались в «Инженерном Журнале», «Русском Инвалиде», «Военном Сборнике», «Артиллерийском Журнале», «Современнике», «Современном Слове», «Кавказце» и во многих других изданиях.
Во время подавления польского восстания в журнале «Голос» публиковались его корреспонденции с театра военных действий против польских повстанцев. А наиболее ценная статья о боевых действиях на Кавказе «Поход в 1846 году в Дарго» (в «Военном Сборнике», 1859 год) написана на основе архивных данных.
В своё время имела огромное значение работа Дмитрия Гавриловича Анучина: «Перевозка войск по железным дорогам» (1858), в то же время с последней статьёй он составил и «Карту сообщений Европейской России», с объяснительным текстом, которая в течение почти 20 лет печаталась в «Памятной книжке Главного штаба».
Также стоит отметить следующие работы Д. Г. Анучина:
- Участие Суворова в усмирении Пугачёвщины и поимка Пугачёва // Русский вестник, 1868 г., № 11
- Действия Бибикова в Пугачёвщину // Русский вестник, 1872, № 6—8
- Первые успехи Пугачёва и экспедиция Кара // Военный сборник, 1869, № 5 и 6
- В. А. Черкасский и гражданское управление в Болгарии // Русская старина, 1895, т. 82 и 83, февраль—май.
- «Берлинский конгресс 1878 года. Дневник, ведённый на месте Д. Г. Анучиным. Санкт-Петербург. Тип. т-ва п. ф. "Электро-типография Н. Я. Стойковой", 1912. - 116 с.

## Увековечивание памяти Д. Г. Анучина
Залив лагунного типа и входной пролив Анучина (Ныйский залив) Охотского моря на восточном побережье о. Сахалина (залив Анучина [Ныйский], Охотское море, остров Сахалин, залив обследован в 1882 году экипажем клипера «Пластун», им же назван по фамилии генерала-губернатора В. Сибири в 1880—1884 гг. генерала-лейтенанта Дмитрия Гавриловича Анучина, в настоящее время залив наносится на карты под местным названием «Ныйский»; пролив Анучина, Охотское море, остров Сахалин, залив Ныйский, пролив описан в в 1882 году экипажем клипера «Пластун», тогда же присвоено название проливу).